# Барная стойка

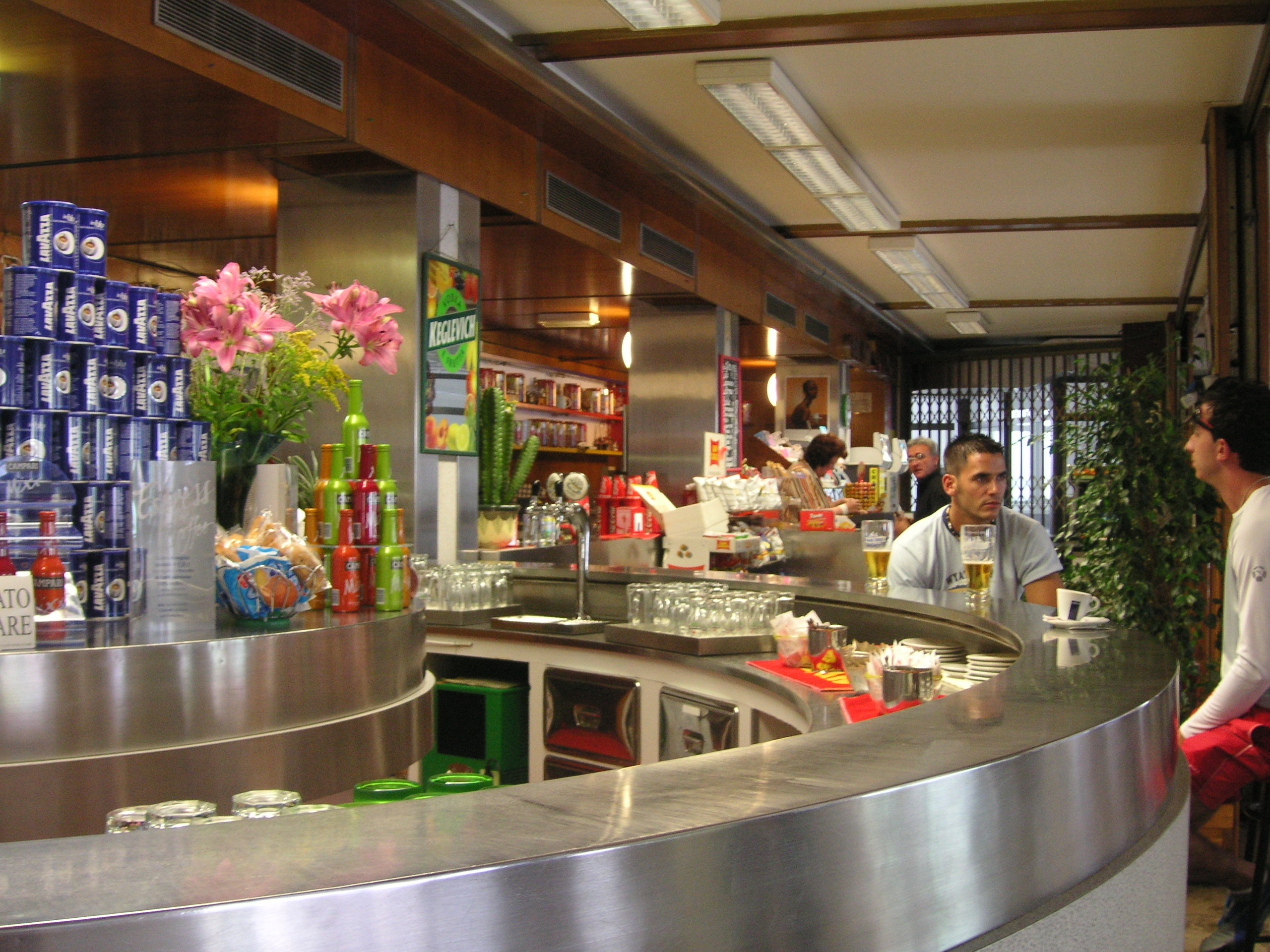
Барная стойка в итальянском кафе

Барная стойка — прилавок для продажи напитков в барах, кафе и ресторанах, отделяющих бармена от посетителя.
Барная стойка предназначалась для разделения пространства бара на две функциональные зоны: зону для посетителей и зону для продавца (бармена). Разделение посетителей и бармена барной стойкой имело чисто практическое значение: защита хрупкой посуды от подвыпивших посетителей и создание удобного функционального пространства для продавца.

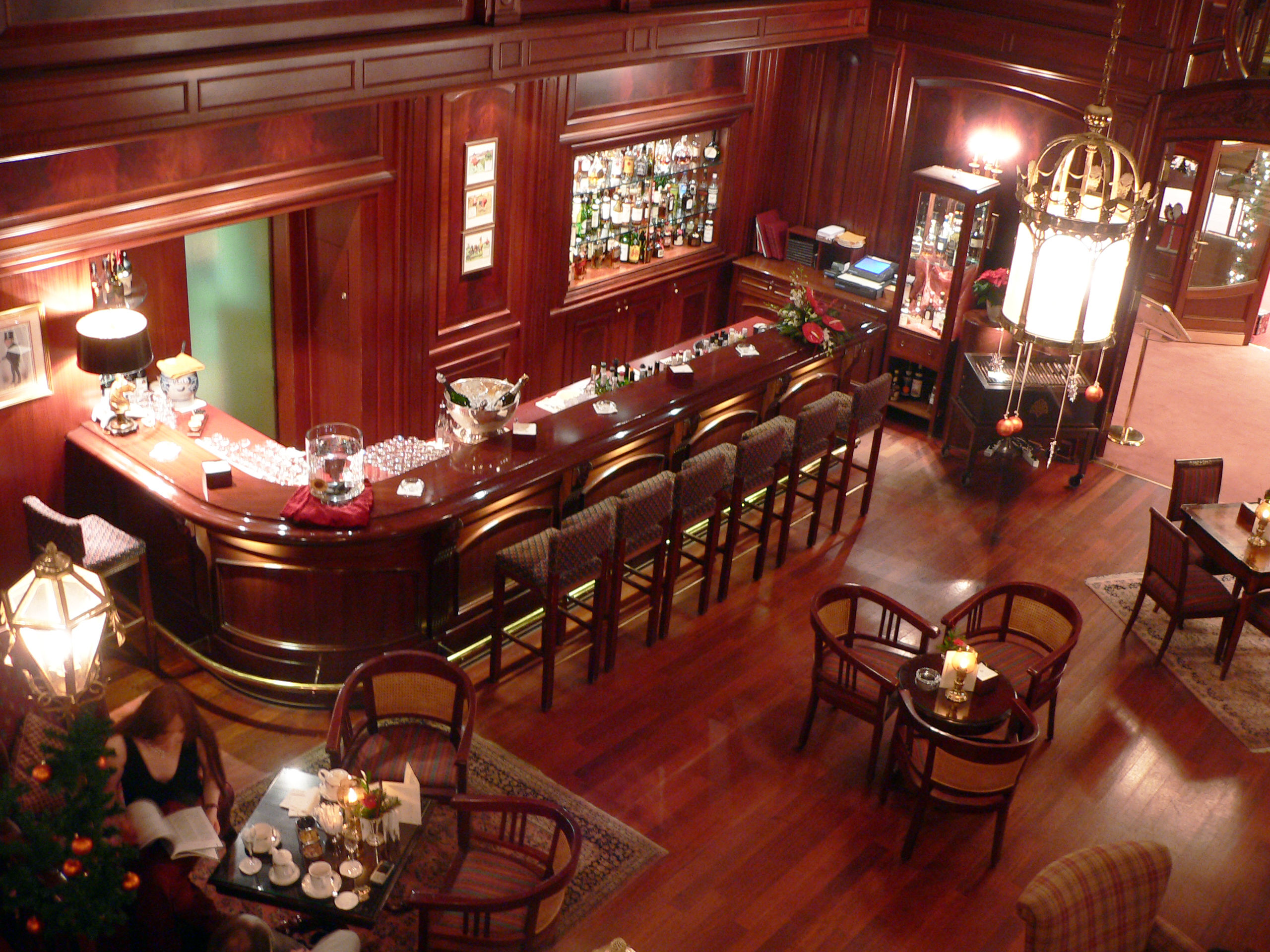
Интерьер бара

Большинство баров было заведениями так называемого «фаст фуда» (быстрого питания). Как следствие, из простого ограждения-прилавка она стала полноценным столом, за которым спешащие посетители могли быстро перекусить.
Барная стойка — это ключевая деталь интерьера бара. Для барной стойки существуют специальный высокий барный стул.

#### Функциональные размеры
Функциональные размеры, мм
- Высота: 1050—1200
- Глубина: 400; 500;